# Udo z Aachen
Udo z Aachen lub mnich Mandelbrota (ang. Mandelbrot monk) – fikcyjna postać średniowiecznego mnicha z klasztoru Sankt Umbertus koło Aachen stworzona w eseju napisanym na prima aprilis 1999 r. przez R. Girvana. Według eseju mnich ten był kopistą, ilustratorem, autorem poematu Fortuna Imperatrix Mundi, będącego częścią dzieła znanego obecnie jako Carmina Burana (wersja orkiestrowa została napisana w latach 30. XX w. przez Carla Orffa).
Żart primaaprilisowy polegał na opisaniu sytuacji, w której profesor Uniwersytetu Harvarda Bob Shipke (również postać fikcyjna) odnalazł w latach 90. XX w. skrypt mnicha z ilustracją do jednej ze średniowiecznych kolęd (O fröhliche Weihnacht). Ilustracja ta – wiarygodnie reprodukowana w tekście eseju – zawierała w miejscu gwiazdy Dawida zgrubne przybliżenie zbioru Mandelbrota. Iteracyjny proces wyznaczania zbioru, według Shipkego, był zainspirowany teologią duszy, która w zaświatach tuła się, aż zostanie zesłana do piekła lub trafi do nieba. Wykonując proste, acz długie i nużące obliczenia dodawania i mnożenia liczb, mnich próbował wyznaczyć zbiór dusz, które zostaną zbawione.
Esej okazał się bardzo udany, odbijając się dość szerokim echem w internecie i niektórych tradycyjnych mediach. Źródłem tego „sukcesu” była zapewne bardzo sugestywna forma eseju napisanego w naukowym stylu i popartego cytowaniami literatury fachowej (nie zawsze fikcyjnymi) – a także jego treść, zawierająca wiele elementów prawdziwych (acz mało znanych), jak i fikcyjnych lecz prawdopodobnych, np. faktycznie średniowieczni mnisi zajmowali się długimi i drobiagzowymi pracami edytorskimi, nierzadko na pograniczu teorii matematycznych. Jedynym elementem który mógł naprowadzić uważnego czytelnika na faktyczny charakter eseju była data jego publikacji – 1 kwietnia 1999 r.